# NGC 803
NGC 803 è una galassia a spirale situata nella costellazione dell'Ariete, a una distanza di circa 88 milioni di anni luce dalla nostra Via Lattea.

## Scoperta
La galassia è stata scoperta il 15 ottobre 1784 dall'astronomo britannico di origine tedesca William Herschel.

## Descrizione
NGC 803 ha una classe di luminosità III e presenta una larga riga a 21 cm dell'idrogeno neutro. Viene considerata una galassia di campo, in quanto non appartiene a nessun ammasso o gruppo di galassie e di conseguenza è gravitazionalmente isolata.
Data la sua luminosità superficiale pari a 14,08, NGC 803 può essere classificata come una galassia a bassa luminosità superficiale (nella letteratura in lingua inglese abbreviata in LSB, acronimo di Low Surface Brightness). Le galassie LSB sono galassie di tipo diffuso (D) con una luminosità superficiale inferiore di almeno una magnitudine a quella del cielo notturno circostante.